# Nykyrka församling, Skara stift
Nykyrka församling var en församling i Skara stift och i Mullsjö kommun. Församlingen uppgick 2002 i Mullsjö församling. 

## Administrativ historik
Församlingen bildades 1655 genom en utbrytning ur Sandhems församling. 
Församlingen var till 2002 annexförsamling i pastoratet Sandhem, Utvängstorp och Nykyrka som från 19 mars 1691 till 1962 även omfattade Härja församling och från 1962 Bjurbäcks församling. Församlingen uppgick 2002 i Mullsjö församling.

## Kyrkor
- Nykyrka kyrka